# Алмазово (Орловская область)
Алмазово — село в Сосковском районе Орловской области России.
Административный центр Алмазовского сельского поселения в рамках организации местного самоуправления и административный центр Алмазовского сельсовета в рамках административно-территориального устройства.

## География
Расположена в 17 км северо-востоку от райцентра, села Сосково, и в 36 км к юго-западу от центра города Орёл.

## История
По состоянию на 1927 год село относилось к Алмазовскому сельсовету Нижне-Боевской волости Орловского уезда. Население составляло 1309 человек (587 мужчин и 722 женщины) при 299 дворах. В селе находился сельский совет, школа 1-й ступени, пункт ликвидации неграмотности, кооперативное торговое заведение 3-го разряда.

## Население
| 2002 | 2010 |
| ---- | ---- |
| 264  | ↘246 |

Согласно результатам переписи 2002 года, в национальной структуре населения русские составляли 95 % от жителей.